# Šainovac (okręg jablanicki)
Šainovac (cyr. Шаиновац) – wieś w Serbii, w okręgu jablanickim, w mieście Leskovac. W 2011 roku liczyła 210 mieszkańców.